# Dubicze (Białoruś)
Dubicze (biał. Дубічы; ros. Дубичи) – wieś na Białorusi, w obwodzie grodzieńskim, w rejonie wołkowyskim, w sielsowiecie Podorosk.
W dwudziestoleciu międzywojennym leżały w Polsce, w województwie białostockim, w powiecie wołkowyskim, w gminie Podorosk.